# Archieparchia Fogaraszu i Alba Iulia
Archieparchia Fogaraszu i Alba Iulia – archieparchia metropolitalna Rumuńskiego Kościoła Greckokatolickiego. Powstała w 1700 jako eparchia Alba Iulia. W 1721 przemianowana na eparchię Fogaraszu. W 1853 podniesiona do rangi archieparchii. W 1854 ustanowiona stolicą metropolii (jako archieparchia Fogaraszu i Alba Iulia). W 2005 podniesiona do rangi arcybiskupstwa większego. Od 1994 ordynariuszem jest kardynał Lucian Mureșan.

## Biskupi diecezjalni
- Ioan Giurgiu Patachi OSBM (1721–1727)
- Ioan Inocențiu Micu Klein OSBM (1730–1751)
- Petru Pavel Aron OSBM (1752–1764)
- Atanasie Rednic OSBM (1765–1772)
- Grigore Maior OSBM (1773–1783)
- Ioan Babb (1783–1830)
- Ioan Lemeni (1833–1850)
- Alexandru Șterca Șuluțiu (1851–1867)
- Ioan Vancea (1868–1892)
- Victor Mihaly de Apșa (1895–1918)
- Vasile Suciu (1919–1935)
- Alexandru Nicolescu (1936–1941)
  - Sede vacante (1941-1990)
- kard. Alexandru Todea (1990–1994)
- kard. Lucian Mureșan, od 1994